# Koi Koi Seven
Koi Koi Seven (яп. こいこい7 Кои Кои Сэбан) — манга, написанная и иллюстрированная Морисигэ. Впервые публиковалась издательством Akita Shoten в журнале Champion Red с 2002 по 2007 год. Позже на основе сюжета манги был выпущен аниме-сериал, 13 серий которого транслировались с 4 апреля по 16 июня 2005 года.

## Сюжет
Тэцуро Танака для получения высшего образования с полным энтузиазмом переводится в новую академию Гоко. Но все оказывается не так то просто. Все студенты кроме Тэцуро являются девушками. Естественно разъярённая толпа прелестного пола решает устроить войну против нового пришельца, но на его защиту встают семь девушек, обладающие сверхчеловеческими способностями, которые называют себя «Семёркой Кои Кои» и отныне семёрка будет опекать и защищать Тэцуро. Для самого же парня ходить в академию является очередным испытанием на выживание, мало того, что академия настроена против него, Тэцуро всё время не по своей воле натыкается на голых девушек. Одновременно в общежитии, где живёт Тэцуро, Кои Кои предпочитают ходить в нижнем белье и в это время ему лучше не попадаться на глаза героиням. Параллельно его уже давно ждала другая девушка — Яёи Асука она безумно влюблена в Тэцуро пытается всеми способами убедить парня, что когда-то с ним встречалась. Позже каждая из шести девушек развивает любовные чувства в Тэцуро.

## Список персонажей
Тэцуро Танака (яп. 田中 哲朗 Танака Тэцуро:)
Сэйю: Юки Тай
Главный герой истории. Становится изгоем в Академии, так как он единственный мужчина. Не может вспомнить причину, по которой Яёи хочет всегда быть с ним. Попадает всё время в неловкие ситуации, когда нечаянно видит девушку в нижнем белье или трусики. Позже развивает чувства к каждой девушке команды Кои Кои, но боится признаться им, опасаясь гнева девушек.
Яёи Асука (яп. 飛鳥 ヤヨイ Асука Яёи)
Сэйю: Саори Гото
Главная героиня истории. Она член группы Семёрки Кои Кои. Знала Тэцуро будучи ребёнком, и влюбилась в него ещё тогда. Обожает крабовые палочки. Может также летать, выправляя белые крылья, как у ангела. Но сильно злится, когда Тэцуро начинает игнорировать её.
Сакуя Кадзамацури (яп. 風祭 サクヤ Кадзамацури Сакуя)
Сэйю: Аяко Ито
Член команды Кои Кои и соседка Тэцуро в общежитии. Она специализируется на огнестрельном оружии и часто вытаскивает его из неоткуда (в том числе и Базуку). Она самая болтливая и пытается выразить свои чувства необычными идеями. Она не против того, что её видит Тэцуро голой, таким образом Сакуя является самым сексуальным персонажем. У неё есть вредная привычка курить и пропускать уроки, другие считают её правонарушителем.
Мияби Цукуёми (яп. 月読 ミヤビ Цукуёми Мияби)
Сэйю: Акико Кавасэ
Член команды Кои Кои и соседка Тэцуро в общежитии. Она может использовать свои волосы как непроницаемый щит или как оружие. Очень популярна в школе, хотя это её только раздражает. Она уверена, что Тэцуро отличается от всех остальных парней, так как считает, что он всегда заботится о ней. Другими словами, она также имеет любовные чувства к нему. Однажды выразила свою враждебность другим членам Кои Кои, захватив их всех своими волосами за горло, по её словам, потому что они слишком медленные.
Хифуми Инокай (яп. 猪飼 ヒフミ Инокай Хифуми)
Сэйю: Кимико Кояма
Член команды Кои Кои и соседка Тэцуро в общежитии. У неё самая плоская грудь. Хифуми как правило очень спокойная, пока её не спровоцировать. Она единственная, кто сильнее Акио, несмотря на это, дружит с ней. Однажды поступила несправедливо, когда сбила Тэцуро за то, что он нечаянно увидел её открытые ягодицы.
Акио Судзука (яп. 鈴鹿 アキヲ Судзука Акио)
Сэйю: Юко Гибу
Член команды Кои Кои и соседка Тэцуро в общежитии. У неё самая большая грудь и рыжие волосы. Обладает супер-способностями, такими как полёт и супер-сила. Она объяснила, что раньше была простым человеком, но ради спасения её друга она твердила себе, что должна измениться. Ярая поклонница «Kinorangers» (пародия на реальный сериал Denshi Sentai Denjiman). Она придумала название «Кои Кои». Акио уверена, что каждый человек способен пробудить в себе супер-возможности. Так, после того как Тэцуро победил монстра, у неё проснулись любовные чувства к нему.
Отомэ Тёно (яп. 蝶野 オトメ Тёно Отомэ)
Сэйю: Юна Инамура
Член команды Кои Кои и соседка Тэцуро в общежитии. Самая спокойная и менее агрессивная из всех главных героинь. Её главная особенность — анализировать данные. Так, после предварительного анализа действий она даёт команды членам Кои Кои. Её стиль общения схож с роботом. Позже выясняется, что она действительно робот, но как человек способна на чувства и влюбляется в Тэцуро. Она очень радуется, когда парень сказал, что она абсолютно нормальная девушка.
Яёи Асука (Селониус 28) (яп. アスカヤヨイ (セロニアス28号) Асука Яёи (Сэрониасу 28 го:))
Сэйю: Нана Мидзуки
Таинственная девушка с седыми волосами, чёрной униформой и с повязкой на глазу. Она считает себя настоящей Яёи, с которой Тэцуро встречался в детстве будучи частью общенациональной системы безопасности, которая следила за безопасностью Яёи у Тэцуро. Затем она была преобразована в Гиноида по имени Гентаи в более молодой форме ребёнка и тогда стёрлись многие её воспоминания. Вначале она была уверена, что никто не любит её но Тэцуо переубеждает её поверить в любовь. После событий она заботится о Тэцуро и пытается сделать его счастливым.
Ориэ Кано (яп. 花皇 ヲリエ Кано Ориэ)
Сэйю: Акико Кимура
Учительница, которая живёт в студенческом общежитии с Тэцуо и Кои Кои. Питала большие чувства к отцу Тэцуо, прежде чем он успел открыть двери небес. Она также является механиком.

## Манга
| № | Дата публикации       | ISBN                   |
| - | --------------------- | ---------------------- |
| 1 | 13 марта 2003 года    | ISBN 4-253-23000-8     |
| 2 | 21 августа 2003 года  | ISBN 4-253-23001-6     |
| 3 | 23 марта 2004 года    | ISBN 4-253-23002-4     |
| 4 | 25 ноября 2004 года   | ISBN 4-253-23003-2     |
| 5 | 19 марта 2005 года    | ISBN 4-253-23004-0     |
| 6 | 20 сентября 2005 года | ISBN 4-253-23005-9     |
| 7 | 20 марта 2006 года    | ISBN 4-253-23006-7     |
| 8 | 20 октября 2006 года  | ISBN 4-253-23007-5     |
| 9 | 20 марта 2007 года    | ISBN 978-4-253-23008-7 |

## Аниме
1. The blossoming flower petals! Let the flower of love bloom Koikoi 7
2. Girls Bravo! Sway, Flow! The Counterattacking Miya-sama
3. Special Effects Attack Fire! Akio, on the other side of the heart…
4. A beautiful girl’s misfortune!? What is Wotome-chan dreaming?
5. Glamour Galore! Hot Body Contest : Pierce The Skies Of Odaiba
6. Hardcore Spirit, Demon Sergeant! Production Manager: Sakuya-san
7. Storm Of White Lilies, Aah, How Beautiful You Are! I Think Of You From Far Away
8. The Goddess Awakens!? The Asuka Yayois Of Light and Dark
9. The Young Girl Descends From Heaven! Gantai-chan’s First Walk!
10. Hifumi-Chan Dance! The one day…
11. Mia-Sama’s Plan! The Sand Tempest Sumptous Feast?
12. Earth Shattering? With the world in the balance what will you two bet on together? Desu~
13. Southern Island Paradise! Battle in the Nude! The last battlefield is Tiger Tiger Tiger ~Desu!